# Línia evolutiva d'Azurill
Aquesta línia evolutiva de Pokémon inclou Azurill, Marill i Azumarill.

## Azurill
Azurill és una de les espècies que apareixen a la franquícia Pokémon. És de tipus normal i tipus fada i evoluciona a Marill.

## Marill
Marill és una de les espècies que apareixen a la franquícia Pokémon. És de tipus aigua i tipus fada i evoluciona d'Azurill. Evoluciona a Azumarill.

## Azumarill
Azumarill és una de les espècies que apareixen a la franquícia Pokémon. És de tipus aigua i tipus fada i evoluciona de Marill.